# 1997. évi téli európai ifjúsági olimpiai napok
Az 1997. évi téli európai ifjúsági olimpiai napok hivatalos nevén az III. téli európai ifjúsági olimpiai napok egy több sportot magába foglaló nemzetközi sportesemény, melyet 1997. február 7. és 13. között rendeztek Sundsvallban, Svédországban.

## Versenyszámok
| Versenyszámok az 1997. évi téli európai ifjúsági olimpiai napokon |       |     |        |          |
| Sportág, szakág                                                   | férfi | női | vegyes | összesen |
| Alpesisí                                                          | 3     | 3   |        | 6        |
| Biatlon                                                           | 1     | 1   | 1      | 3        |
| Gyorskorcsolya                                                    | 2     | 2   |        | 4        |
| Jégkorong                                                         | 1     |     |        | 1        |
| Műkorcsolya                                                       | 1     | 1   | 1      | 3        |
| Rövidpályás gyorskorcsolya                                        | 2     | 2   | 1      | 5        |
| Sífutás                                                           | 2     | 2   | 1      | 5        |
|                                                                   |       |     |        |          |
| Összesen                                                          | 12    | 11  | 4      | 27       |

## Éremtáblázat
| Az 1997. évi téli európai ifjúsági olimpiai napok éremtáblázata | Az 1997. évi téli európai ifjúsági olimpiai napok éremtáblázata | Az 1997. évi téli európai ifjúsági olimpiai napok éremtáblázata | Az 1997. évi téli európai ifjúsági olimpiai napok éremtáblázata | Az 1997. évi téli európai ifjúsági olimpiai napok éremtáblázata | Olimpia  |
| --------------------------------------------------------------- | --------------------------------------------------------------- | --------------------------------------------------------------- | --------------------------------------------------------------- | --------------------------------------------------------------- | -------- |
|                                                                 | Ország                                                          | Arany                                                           | Ezüst                                                           | Bronz                                                           | Összesen |
| 1.                                                              | Oroszország                                                     | 7                                                               | 5                                                               | 3                                                               | 15       |
| 2.                                                              | Svédország                                                      | 7                                                               | 4                                                               | 1                                                               | 12       |
| 3.                                                              | Olaszország                                                     | 6                                                               | 5                                                               | 2                                                               | 13       |
| 4.                                                              | Hollandia                                                       | 2                                                               | 2                                                               | 3                                                               | 7        |
| 5.                                                              | Ausztria                                                        | 1                                                               | 3                                                               | 2                                                               | 6        |
| 6.                                                              | Franciaország                                                   | 1                                                               | 2                                                               | 2                                                               | 5        |
| 7.                                                              | Németország                                                     | 1                                                               | 1                                                               | 1                                                               | 3        |
| 8.                                                              | Svájc                                                           | 1                                                               | 0                                                               | 2                                                               | 3        |
| 9.                                                              | Norvégia                                                        | 1                                                               | 0                                                               | 1                                                               | 2        |
| 10.                                                             | Csehország                                                      | 0                                                               | 2                                                               | 1                                                               | 3        |
| 11.                                                             | Finnország                                                      | 0                                                               | 1                                                               | 1                                                               | 2        |
|                                                                 | Lengyelország                                                   | 0                                                               | 1                                                               | 1                                                               | 2        |
| 13.                                                             | Grúzia                                                          | 0                                                               | 1                                                               | 0                                                               | 1        |
| 14.                                                             | Ukrajna                                                         | 0                                                               | 0                                                               | 2                                                               | 2        |
| 15.                                                             | Egyesült Királyság                                              | 0                                                               | 0                                                               | 1                                                               | 1        |
|                                                                 | Románia                                                         | 0                                                               | 0                                                               | 1                                                               | 1        |
|                                                                 | Spanyolország                                                   | 0                                                               | 0                                                               | 1                                                               | 1        |
|                                                                 | Szlovákia                                                       | 0                                                               | 0                                                               | 1                                                               | 1        |
|                                                                 | Szlovénia                                                       | 0                                                               | 0                                                               | 1                                                               | 1        |
|                                                                 |                                                                 |                                                                 |                                                                 |                                                                 |          |
| Összesen                                                        | Összesen                                                        | 27                                                              | 27                                                              | 27                                                              | 81       |